# 制止
| ウィキペディアには「制止」という見出しの百科事典記事はありません（タイトルに「制止」を含むページの一覧/「制止」で始まるページの一覧）。 代わりにウィクショナリーのページ「制止」が役に立つかもしれません。 |